# Villa Eichstätter Straße 19
Das Gebäude Eichstätter Straße 19 ist eine Villa und ein Wohngebäude in Weißenburg in Bayern, einer Großen Kreisstadt im mittelfränkischen Landkreis Weißenburg-Gunzenhausen. Das Gebäude ist unter der Denkmalnummer D-5-77-177-129 als Baudenkmal in die Bayerische Denkmalliste eingetragen.
Das Gebäude befindet sich auf einer Höhe von 432 Metern über NHN östlich der denkmalgeschützten Altstadt Weißenburgs. In direkter Nachbarschaft befinden sich die Villen Eichstätter Straße 17 und 24, unweit befinden sich die Villa Pflaumer, die Stichvilla und die Villa Raab.
Das Gebäude wurde 1893 von Hermann Lang errichtet. Das Bauwerk entstand wie zahlreiche andere Villen im Weißenburger Stadtgebiet, als im Zuge der Industrialisierung reichere Familien am Rande der Altstadt Villen errichteten. Das Bauwerk ist ein zweigeschossiger Backsteinbau mit Balkon- und Verandaanbau. Die denkmalgeschützte Gartenanlage entstand zur gleichen Zeit wie die Villa.